# Fair and balanced
Fair and Balanced (ang. sprawiedliwy i wyważony) – slogan zastrzeżony jako znak towarowy przez amerykański informacyjny kanał telewizyjny Fox News Channel (skracany FNC). Kanał Fox News Channel należy do Fox Entertainment Group i jest zależny od korporacji News Corporation, której kierownikiem operacyjnym i większościowym udziałowcem (z rodziną) jest Rupert Murdoch. Slogan ten był początkowo pokazywany w połączeniu z frazą "Real Journalism" ("Prawdziwe dziennikarstwo").
Slogan ten jest używany przez telewizję Fox News mimo kontrowersji, jakie wzbudza to w części społeczeństwa. Kontrowersje te, przedstawione w filmie dokumentalnym Outfoxed, to między innymi nieskrywany (mimo sloganu o bezstronności) silnie konserwatywny i prorepublikański światopogląd stacji, brak rozdziału pomiędzy informacjami i cytatami a komentarzami (fakty przeplatają się z ocenami prezenterów) oraz jawne łamanie zasad bezstronności np. poprzez dysproporcje w autorytecie i randze społecznej zapraszanych komentatorów.
Al Franken, autor i komik, użył tego sloganu w podtytule swojej książki z 2003 r. "Lies and the Lying Liars Who Tell Them: A Fair and Balanced Look at the Right" ("Kłamstwa i kłamliwi kłamcy, którzy je wypowiadają: Sprawiedliwe i wyważone spojrzenie w prawą stronę"). W książce tej oskarżył Fox News Channel o stronniczość. W dniu 22 sierpnia 2003 Fox pozwał go na podstawie swojego znaku towarowego za użycie sloganu w tytule. Fox News odstąpiło od procesu 3 dni później po tym, jak sędzia Denny Chin odrzucił ich prośbę o nakaz sądowy.
W grudniu 2003 Fox News stanął z kolei po drugiej stronie barykady, kiedy AlterNet złożył wniosek do Urzędu Patentowego USA o wycofanie ochrony znaku towarowego Foxa "Fair and Balanced" jako "notorycznie mylącego". AlterNet załączył do wniosku film dokumentalny "Outfoxed", jako dowód popierający ich stanowisko. Po wytraceniu początkowego impetu, AlterNet wycofało jednak wniosek, zatem USPTO umorzyło sprawę.